# فادو ليجيري
فادو ليغوري (باللغة الليغورية: Voæ)، كانت تسمى قديمًا فادا ساباتيا، وهي مدينة ساحلية وبلدية في مقاطعة سافونا، ليغوريا، في شمال إيطاليا. وعلى الرغم من حجمها، أصبحت المدينة واحدة من أكبر الموانئ في شمال غرب إيطاليا.

## الاقتصاد
تتمتع فادو بميناء صناعي وتجاري كبير.
تضم فادو ليغوري مصنعًا لبناء السكك الحديدية، تأسس في عام 1905 باسم Società Italiana Westinghouse. وفي عام 1919، استحوذت عليه شركة Tecnomasio Italia Brown Boveri، ومنذ عام 2001، أصبح جزءًا من Bombardier Transportation. وهو ينتج حاليًا قاطرات FS Class E.464.
وتشمل أراضي المدينة أيضًا محطة للطاقة الكهربائية، حيث يمكن رؤية برجيها، اللذين يبلغ ارتفاعهما 200 متر (660 قدمًا)، على بعد كيلومترات في الحي.

## وصلات خارجية
- الموقع الرسمي